# Procissão do Senhor aos Enfermos

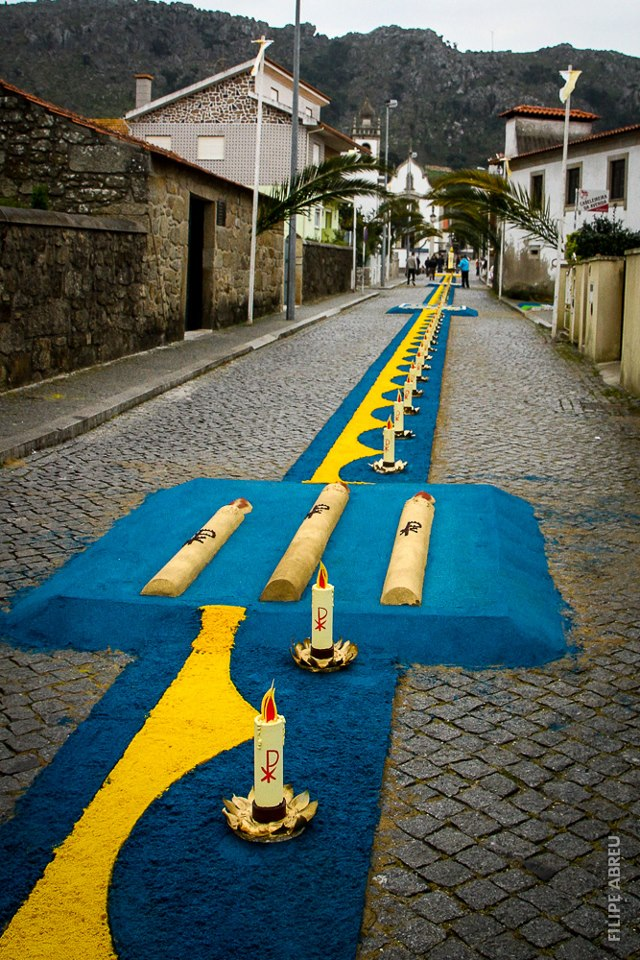
Procissão do Senhor aos Enfermos, Belinho

A Procissão do Senhor aos Enfermos é uma procissão eucarística com mais de 90 anos que se realiza todos os anos nas freguesias de Belinho e de São Paio de Antas, Município de Esposende, que ocorre sempre no Domingo de Ramos (Domingo anterior à Páscoa). Esta procissão foi iniciada em 1922, para marcar o fim da quarentena decorrente da peste pneumónica, por iniciativa do Padre Albino Alves Pereira (1885-1959) que foi Abade de Belinho entre os anos 1921 e 1959. 
O principal objectivo desta procissão é levar a Sagrada Comunhão aos enfermos da freguesia, que aquando da visita também recebem a cruz pascal. 
Nas ruas por onde passa a procissão é feito um tapete em flores ou em serrim, com aproximadamente 4 quilómetros de comprimento.
Cada lugar da freguesia faz o seu próprio tapete, com os seus temas próprios, resultando isso numa grande variedade de tapetes e diversidade de temas abordados. Os diversos tapetes são realizados durante a noite anterior, mobilizando grande parte da população da freguesia. 
São realizados também ao longo dos tapetes centros alegóricos à Eucaristia, à vida de Cristo e outros temas Católicos. Tradicionalmente nesta procissão, estes centros tem o nome de "empanadas", nome que deriva do facto de no passado estes centros serem feitos sobre empanadas, um artefacto agrícola que servia para cobrir o milho. 
Também são executados dois "arcos gigantes" um ao fundo da Avenida da Igreja e outro no lugar de Belinho. 
Outro atrativo que é realizado ao longo de todo o percurso da procissão são os variados quadros vivos de passagens bíblicas, que encenam aquando a passagem da procissão assim como também três cenas teatrais: Santo Amaro, Carreira Cova (Lugar do Outeiro) e no final em frente à igreja. 
Há também a tradição dos foguetes que são deitados interruptamente desde o início da procissão (9h) até a sua conclusão por volta das 13h.
No final da procissão todos estes trabalhos ficam intactos e disponíveis até as 17 horas da tarde desse Domingo, para serem visitados pelo público.
Todos estes trabalhos são organizados pelas comissões de cada lugar: Outeiro, Avenida, Belinho e Santo Amaro. 